# Francesco Antonucci
Francesco (Franco) Antonucci (Charleroi, 20 juni 1999) is een Belgisch voetballer van Italiaanse afkomst. 

## Clubcarrière

### AS Monaco
Francesco Antonucci speelde in de jeugd van Union Royale Sportive du Centre, Royal Charleroi Sporting Club, RSC Anderlecht en Ajax. In de winterstop van het seizoen 2016/17 maakte hij voor een bedrag tussen de 2,5 en 3 miljoen euro de overstap van Ajax naar AS Monaco. Bij Monaco speelde hij in het tweede elftal, wat uitkomt in de Championnat de France Amateur en na de naamsverandering van deze competitie in 2017 in de Championnat National 2.

### Eerste verhuur aan FC Volendam
In het seizoen 2019/20 werd Antonucci door Monaco verhuurd aan FC Volendam, waar hij op 13 september 2019 zijn debuut in het betaald voetbal maakte. Dit was in een met 1-1 gelijkgespeelde thuiswedstrijd tegen FC Dordrecht. Hij kwam in de 74e minuut in het veld voor Alex Plat. Een week later maakte hij in de Vissersderby tegen Telstar zijn basisdebuut en was direct trefzeker in het uitduel. Voor het oog van een uitverkocht uitvak opende Antonucci op aangeven van Kevin Visser de score, in een wedstrijd die Volendam uiteindelijk met 2-1 wist te winnen. In de tweede periode van het Eerste divisie-seizoen begon Antonucci echt zijn draai te vinden in het elftal van Wim Jonk. Volendam won acht wedstrijden op rij en pakte hierdoor een periodetitel. In de beslissende wedstrijd, tegen MVV Maastricht (4-1 winst) trof Antonucci eenmaal het net. Antonucci zou uitgroeien tot een van de bepalende spelers in het elftal van Volendam en kwam in de maanden december en januari tot zes doelpunten en drie assist. In maart 2020 werd hij verkozen tot beste talent van de derde periode. Kort daarna werd in Nederland het betaald voetbal stilgelegd vanwege het coronavirus. Antonucci was op dat moment gedeeld clubtopscorer van het andere oranje. Begin juni 2020 keerde Antonucci terug naar AS Monaco. 

### Feyenoord
In augustus 2020 tekende Antonucci een vierjarig contract met optie tot nog een jaar bij Feyenoord, onderdeel van deze deal was dat Antonucci één seizoen op huurbasis bij FC Volendam ging spelen. 

### Tweede verhuur aan FC Volendam
Als huurling van Feyenoord trok Antonucci zijn goede spel door en eindigde het seizoen 2020/21 als speler van Volendam met de meeste assist (11). Antonucci en Volendam plaatsten zich voor de play-offs om promotie, maar hierin bleek NAC Breda te sterk.

### Terugkeer bij Feyenoord
Aan het einde van het seizoen 2020/21 keerde Antonucci terug naar Feyenoord. Op 22 juli 2021 (seizoen 2021/22) maakte hij als invaller zijn debuut voor de Rotterdammers in een kwalificatiewedstrijd voor de UEFA Conference League tegen FC Drita. In de blessuretijd raakte Antonucci de paal en kon zodoende niet voorkomen dat de wedstrijd eindigde in een brilstand.

### Derde verhuur aan FC Volendam
Op 6 januari 2022 werd Antonucci wederom uitgeleend aan FC Volendam, waar hij ditmaal een huurovereenkomst van zes maanden tekende. Als de club zou promoveren naar de Eredivisie, zou de huurperiode automatisch met één seizoen worden verlengd. Antonucci kon zijn oude vorm niet hervinden en moest het voornamelijk doen met invalbeurten. Volendam pakte promotie en de huurperiode werd verlengd voor het seizoen 2022/23.
In de seizoensopener tegen FC Groningen (2-2), maakte de aanvallende middenvelder zijn debuut in de Eredivisie. Een week later mocht hij in het thuisduel tegen N.E.C. wederom starten, maar viel hij al voor de rust uit met een liesblessure. De blessure zou hem uiteindelijk een half jaar aan de kant houden en hij maakte na de winterstop pas weer minuten. In het slot van het seizoen wist hij nog tweemaal het net te vinden, tegen respectievelijk RKC Waalwijk en SBV Excelsior. 

### Tweede terugkeer bij Feyenoord
Medio 2023 liep de huurperiode af en keerde Antonucci terug naar Rotterdam, waar zijn contract nog een jaar doorliep. Op 15 augustus 2023 werd bekendgemaakt dat Feyenoord en Antonucci akkoord waren over een ontbinding van zijn contract.
 Antonucci vervolgde zijn loopbaan in Qatar, bij Al-Shahania SC. Met de club promoveerde hij een jaar later via de play-offs naar de Qatar Stars League.

## Clubstatistieken
| Seizoen     | Club          | Competitie      | Competitie | Competitie | Competitie | Beker | Beker | Beker | Internationaal | Internationaal | Internationaal | Totaal | Totaal | Totaal |
| Seizoen     | Club          | Competitie      | Wed.       | Dlp.       | Ass.       | Wed.  | Dlp.  | Ass.  | Wed.           | Dlp.           | Ass.           | Wed.   | Dlp.   | Ass.   |
| ----------- | ------------- | --------------- | ---------- | ---------- | ---------- | ----- | ----- | ----- | -------------- | -------------- | -------------- | ------ | ------ | ------ |
| 2016/17     | AS Monaco B   | National 2      | 6          | 0          | 0          | —     | —     | —     | —              | —              | —              | 6      | 0      | 0      |
| 2017/18     | AS Monaco B   | National 2      | 23         | 5          | 0          | —     | —     | —     | —              | —              | —              | 23     | 5      | 0      |
| 2018/19     | AS Monaco B   | National 2      | 19         | 8          | 1          | —     | —     | —     | —              | —              | —              | 19     | 8      | 1      |
| 2019/20     | AS Monaco B   | National 2      | 2          | 0          | 0          | —     | —     | —     | —              | —              | —              | 2      | 0      | 0      |
| Club Totaal | Club Totaal   | Club Totaal     | 50         | 13         | 1          | 0     | 0     | 0     | 0              | 0              | 0              | 50     | 13     | 1      |
| 2019/20     | → FC Volendam | Eerste divisie  | 20         | 11         | 5          | 0     | 0     | 0     | —              | —              | —              | 20     | 11     | 5      |
| Club Totaal | Club Totaal   | Club Totaal     | 20         | 11         | 5          | 0     | 0     | 0     | 0              | 0              | 0              | 20     | 11     | 5      |
| 2021/22     | Feyenoord     | Eredivisie      | 0          | 0          | 0          | 0     | 0     | 0     | 1              | 0              | 0              | 1      | 0      | 0      |
| Club Totaal | Club Totaal   | Club Totaal     | 0          | 0          | 0          | 0     | 0     | 0     | 1              | 0              | 0              | 1      | 0      | 0      |
| 2020/21     | → FC Volendam | Eerste divisie  | 32         | 4          | 12         | 0     | 0     | 0     | —              | —              | —              | 32     | 4      | 12     |
| 2021/22     | → FC Volendam | Eerste divisie  | 16         | 1          | 1          | 0     | 0     | 0     | —              | —              | —              | 16     | 1      | 1      |
| 2022/23     | → FC Volendam | Eredivisie      | 17         | 2          | 1          | 0     | 0     | 0     | —              | —              | —              | 17     | 2      | 1      |
| Club Totaal | Club Totaal   | Club Totaal     | 85         | 18         | 19         | 0     | 0     | 0     | 0              | 0              | 0              | 85     | 18     | 19     |
| 2023/24     | Al-Shahania   | Second Division | 15         | 5          | 9          | 1     | 0     | 0     | —              | —              | —              | 16     | 5      | 9      |
| 2024/25     | Al-Shahania   | Stars League    | 17         | 1          | 8          | 3     | 0     | 3     | —              | —              | —              | 20     | 1      | 11     |
| Club Totaal | Club Totaal   | Club Totaal     | 32         | 6          | 17         | 4     | 0     | 3     | 0              | 0              | 0              | 36     | 6      | 20     |
| Totaal      | Totaal        | Totaal          | 167        | 37         | 37         | 4     | 0     | 3     | 1              | 0              | 0              | 172    | 37     | 40     |